# Octave Van den Storme
Octaaf Helena Van den Storme (Denderhoutem, 21 oktober 1899 - 3 december 1987) was een Belgisch senator.

## Levensloop
Hij was een zoon van Richard Van den Storme en van Maria D'Haeseleer. Hij trouwde in 1926 met Alma Van Roy uit Iddergem en ze hadden zeven kinderen.
Hij volgde de oude humaniora aan het Sint-Jozefscollege in Aalst en promoveerde tot burgerlijk ingenieur in 1929 na studies aan de Katholieke Universiteit Leuven. Hij was in 1924-25 voorzitter van de Vlaamse Technische Kring Leuven.
Van 1926 werkte hij als ingenieur in de familiale kamwolweverij in Oudenaarde en nam er in 1938 de leiding van.
Van 1946 tot 1968 was hij provinciaal CVP-senator voor Oost-Vlaanderen.